# Hospital de Castro
El Hospital Dr. Augusto Riffart es un recinto hospitalario de mediana complejidad y el principal de la red asistencial del Servicio de Salud Chiloé, ubicado en la ciudad de Castro, Chile.

## Historia
El Hospital San Ramón fue el primer recinto de salud de la ciudad de Castro, que en sus inicios tenía 4 camas y solo 1 médico, enfermera y auxiliar. Fue sucedido por otro hospital que fue destruido por un incendio, y por otro que fue seriamente dañado por el terremoto de 1960.
Un nuevo hospital fue construido como hospital de emergencia luego del terremoto en 1963, y que comenzó a funcionar en 1964 con el nombre de Dr. Augusto Riffart. Este hospital fue normalizado entre los años 1994 y 1995, y luego por etapas entre los años 2005 y 2007, con la construcción de nuevas dependencias.